# مديرية العشة

تعديل مصدري - تعديل

مديرية العشة إحدى مديريات محافظة عمران في اليمن. بلغ عدد سكانها 43859 نسمة عام 2004. تضم إحدى عشرة عزلة. مركزها مدينة العشة.

موقع مديرية العشة في محافظة عمران